# Iuliu Hossu

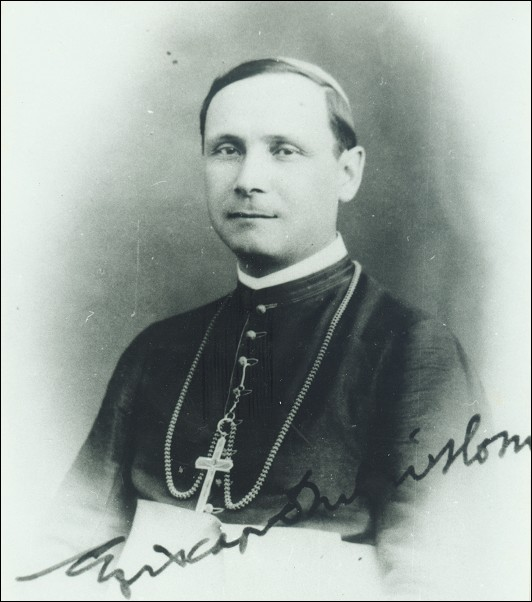
Iuliu Hossu als Bischof von Cluj-Gherla

Posthumes Kardinalswappen

Iuliu Kardinal Hossu (* 30. Januar 1885 in Milașul Mare, damals Österreich-Ungarn, heute Rumänien; † 28. Mai 1970 in Bukarest) war rumänischer griechisch-katholischer Bischof von Gherla, ab 1930 von Cluj-Gherla.

## Leben und Wirken
Iuliu Hossu studierte in Klausenburg, Budapest, Wien und Rom die Fächer Philosophie und Katholische Theologie. 1906 promovierte er in Philosophie, 1908 in Theologie, Am 27. März 1910 empfing er von Bischof Basil Hossu, seinem Onkel (sein Vater Ioan und Basil waren Cousins) das Sakrament der Priesterweihe. Ab 1911 nahm er verschiedene Aufgaben in Diensten des Bischofs von Gherla wahr, von 1914 bis 1917 war er Militärkaplan für die rumänischen Soldaten in der österreichisch-ungarischen Armee.
Am 21. April 1917 wurde er zum Bischof von Gherla, Armenopoli, Szamos-Újvár für die Gläubigen des byzantinisch-rumänischen Ritus ernannt. Die Bischofsweihe spendete ihm am 4. Dezember 1917 Victor Mihaly de Apșa, Erzbischof von Făgăraș und Alba Iulia; Mitkonsekratoren waren Demetriu Radu, Bischof von Oradea (Großwardein), und Valeriu Traian Frențiu, Bischof von Lugoj.
Am 5. Juni 1930 wurde das Bistum Gherla, Armenopoli, Szamos-Újvár von Papst Pius XI. zum Bistum Cluj-Gherla umbenannt und der Sitz nach Klausenburg verlegt. Am 19. Juli 1930 wurde er zum Apostolischen Administrator des neu errichteten Bistums Maramureș ernannt; am 31. Januar 1931 mit der Weihe von Alexandru Rusu zum Bischof von Maramureș legte er dieses Amt nieder. Am 16. September 1936 erfolgte die Ernennung zum Päpstlichen Thronassistenten. Von 1941 bis 1947 war Iuliu Hossu Administrator des Bistums Oradea (Großwardein), da in dieser Zeit Bischof Valeriu Traian Frențiu als Apostolischer Administrator das Erzbistum Făgăraș und Alba Iulia verwaltete.
Da sich Iuliu Hossu entschieden gegen Pläne der rumänischen Regierung wehrte, die auf die Trennung der rumänischen griechisch-katholischen Kirche von Rom abzielten, wurde er am 28. Oktober 1948 verhaftet und in Dragoslavele eingesperrt. Über viele Jahre hinweg war er inhaftiert oder stand unter Arrest. Vom 25. Mai 1950 bis zum 4. Januar 1955 war er im berüchtigten Gefängnis Sighet inhaftiert. Danach stand er bis zu seinem Tode unter Hausarrest in den rumänisch-orthodoxen Klöstern Ciorogârla und Căldărușani in der Nähe von Bukarest.
Papst Paul VI. erhob ihn im Konsistorium vom 28. April 1969 in pectore zum Kardinal. Die Verkündung fand drei Jahre nach Iuliu Hossus Tod im Konsistorium vom 5. März 1973 statt.
Er starb am 28. Mai 1970 im Colentina-Hospital in Bukarest. Seine letzten Worte waren: „Mein Kampf ist vorbei, ich weiß, wem ich geglaubt habe.“ Er wurde in einem Familiengrab auf dem Friedhof Bello in Bukarest beigesetzt. Am 7. Dezember 1982 wurden seine sterblichen Überreste exhumiert und für ihn wurde eine eigene Grabanlage errichtet.

## Seligsprechungsverfahren
Für Iuliu Hossu wurde das Verfahren zur Seligsprechung eingeleitet. In dessen Verlauf erkannte Papst Franziskus am 19. März 2019 das Martyrium Hossus und sechs weiterer in der kommunistischen Kirchenverfolgung umgekommener Bischöfe als Voraussetzung für die Seligsprechung an. Der Papst selbst sprach ihn am 2. Juni 2019 in Blaj selig.